# Jean Serra
Jean Paul Frédéric Serra (Argélia, 1940) é um matemático e engenheiro francês. É conhecido por ser um dos fundadores (com Georges Matheron) da morfologia matemática.

## Biografia

### Educação
Serra recebeu um baccalauréat científico em 1957, e um grau acadêmico da École nationale supérieure des mines de Nancy em 1962. Obteve também um grau de bacharelado em filosofia/psicologia na Universidade de Nancy em 1965. Obteve um doutorado em geociências matemáticas na Universidade de Nancy em 1967, e um doctorat d'etat em matemática na Universidade Pierre e Marie Curie em 1986.

## Publicações selecionadas
- Image Analysis and Mathematical Morphology, ISBN 0-12-637240-3 (1982)
- Image Analysis and Mathematical Morphology, Volume 2: Theoretical Advances, ISBN 0-12-637241-1 (1988)